# École du meuble de Montréal

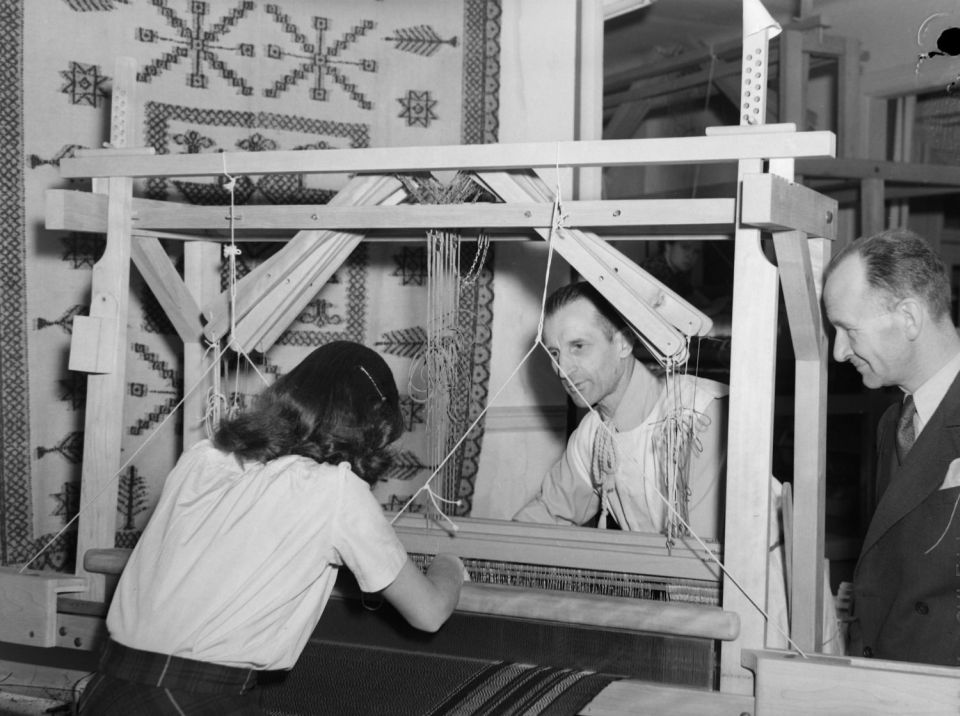
Métier à tisser à l'École du meuble en 1948

Pour École nationale du meuble et de l’ébénisterie à Montréal, voir Cégep de Victoriaville.
L'École du meuble de Montréal fut une institution d’enseignement québécoise créée en 1935 qui visait à revaloriser les métiers de l’artisanat ainsi que la production d’ameublement contemporain au Québec à la suite du krach boursier de 1929 et de l’accélération de l’importation étrangère. Elle devint l'Institut des arts appliqués en 1958.
Elle fut un des lieux de la fermentation culturelle qui donna lieu au manifeste du Refus global.

## Histoire
Au début du XXe siècle, le gouvernement du Québec trouvait important d'avoir plus d'écoles professionnelles, en raison d'une augmentation de carrières libérales. C'est grâce à l'ouverture de l'École technique de Montréal en 1907, la première mesure prise à la suite de cette politique, que plus d'étudiants s'inscrivent dans des carrières industrielles. À la suite, l’École du meuble est ouverte en 1935, et est issue de l’École technique de Montréal. Au cours des années 1920, le directeur général de l'enseignement technique Augustin Frigon et le directeur de l'École technique de Montréal Alphonse Bélanger, souhaitant créer une section d’ébénisterie, ne trouvent personne d’assez qualifié pour la diriger de façon satisfaisante. Voyant un espoir en la personne de Jean-Marie Gauvreau, un ancien diplômé doué, ce dernier reçoit une bourse en 1926 afin d’aller parfaire sa formation en ébénisterie à l’École Boulle, à Paris. À son retour en 1930, Gauvreau commence à enseigner à l’École technique, où il crée et dirige la section du meuble. En novembre 1935, l’École du meuble de Montréal est créée à la suite d'une initiative de la part de Jean-Marie Gauvreau et reçoit le soutien du gouvernement provincial. Ce dernier souhaite investir dans ce projet pour donner de la valeur à ce type de métier par suite de son déclin lors du Krach boursier de 1929.

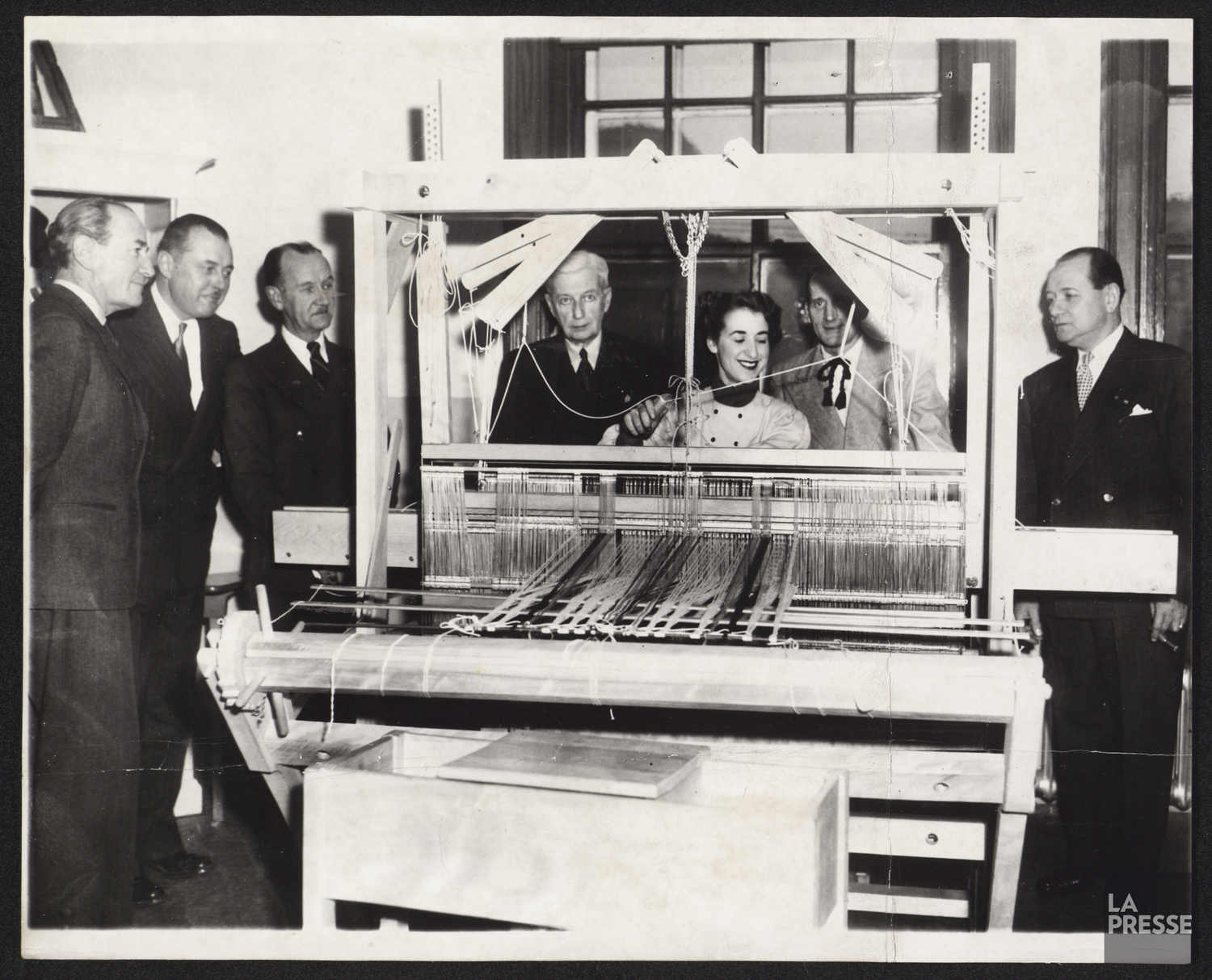
Paul Sauvé, Édouard Montpetit, Jean-Marie Gauvreau, Ernest Triat, Jacques Plasse Le Caisne, Vivianne April, Olivier Maurault (p.s.s) et Mgr Joseph Charbonneau lors d'une bénédiction officielle par La Presse (1938-1948). BAnQ numérique. Domaine public

Complet à la création de l’école, Jean-Marie Gauvreau devient directeur, poste qu’il conserve jusqu’à ce que l’École devienne l’Institut des Arts appliqués en 1958, et même jusqu’à la fermeture de cette dernière en 1968 pour être intégrée au Cégep du Vieux Montréal. À son ouverture, le programme esthétique de l'École du meuble est fortement inspiré de celui de l'École Boulle et adopte les formes modernes de l'Art déco. L’école comportait également d’autres salles qui mettaient en valeur le domaine, comme une bibliothèque et un musée.
Par suite de l’expansion de l’école, plusieurs autres disciplines variées reliées à l’ébénisterie sont enseignées, par exemple les arts textiles, la céramique, l’histoire de l’art et même la décoration intérieure. L’école avait pour but d’unifier les façons de créer des meubles sous une « tradition nationale », qui valoriserait l’utilisation des bois locaux. Pour faciliter l’apprentissage, plusieurs artisans renommés sont devenus professeurs, comme Paul-Émile Borduas et Jean Paul Lemieux.
La nuit du 1er au 2 juin 1940, un incendie causé par la négligence d'un fumeur ravage complètement l'École du meuble et son musée nouvellement inauguré, alors situés dans un bâtiment de l'École technique de Montréal au 2020, rue Kimberley. Presque tout est perdu : la production étudiante de l'année 1939-40 ; les pièces d'ameublement destinées à l'Agence générale de la province de Québec au Rockfeller Center de New York, qui représentent la moitié des œuvres exposées lors du salon annuel ; le matériel d'enseignement ; les pièces exposées dans le musée, ainsi que des œuvres d'art : trois tableaux de Suzor-Coté, deux bronzes d'Alfred Laliberté et deux toiles de Marc-Aurèle Fortin. Les cours reprennent en octobre 1940 dans les locaux reconstruits à la même adresse.
En 1941, le gouvernement du Québec acquiert l'édifice situé au 1097, rue Berri (à l'angle du boulevard Dorchester), œuvre de l'architecte Jean-Omer Marchand et qui logeait depuis 1910 l'Académie Marchand, afin d'y installer l'École du meuble requérant des locaux plus spacieux. C'est donc dans ces nouveaux locaux qu'on inaugure en juin 1942 l'exposition annuelle des travaux des élèves de l'École. L'École demeure dans cet édifice jusqu'en 1958. Ultérieurement, l'immeuble a été occupé par l'Université du Québec à Montréal et en ce moment[Lequel ?] il est abandonné. L'édifice situé au 2020, rue Kimberley (aujourd'hui détruit) abrite dès le départ de l'École du meuble en 1942 la nouvelle École des arts graphiques de Montréal.
En 1958, l'École du meuble devient l'Institut des Arts appliqués, dont Jean-Marie Gauvreau demeure le directeur jusqu'en 1968, lorsque l'Institut est intégré au Cégep du Vieux Montréal.

### Paul-Émile Borduas à l'École du meuble
L'artiste Paul-Émile Borduas est engagé à titre de professeur de dessin à l'École du meuble en 1937 pour remplacer Jean Paul Lemieux qui a accepté un poste à l'École des beaux-arts de Québec. En juin 1946, les finissants de l’École du meuble exigeant le départ d’un professeur d’ébénisterie dont ils réprouvent les méthodes d’enseignement, ils font la grève, grève dont on accuse Borduas d’être l’instigateur. L'un des organisateurs de cette grève est Jean-Paul Riopelle. Déjà à l’été de 1946, à la suite de ces événements et sentant les relations se brouiller entre lui et Jean-Marie Gauvreau depuis quelques années, Borduas projette de quitter son poste de professeur. En effet, Borduas met de plus en plus l’accent sur la libre expression dans son enseignement et la direction de l'École du meuble réprouve ses méthodes, accusant Borduas de détourner les élèves de leur objectif.
En septembre 1946, on retire à Borduas ses cours de décoration et de documentation, mais on lui laisse les cours de dessin. Après la publication de Refus global en août 1948 avec la collaboration de plusieurs de ses élèves de l'École du meuble, un manifeste remettant en question les valeurs traditionnelles de la société, la religion catholique et le conservatisme et prônant plutôt l'ouverture sur la pensée universelle, Borduas est suspendu de l’École le 7 septembre 1948 par le ministre Paul Sauvé après que Jean-Marie Gauvreau lui eut transmis le manifeste, puis officiellement renvoyé le 21 octobre 1948 malgré les manifestations d’appui de la part d'anciens élèves. Borduas est alors remplacé dans ses fonctions par Maurice Félix.

### Jean-Paul Mousseau à l'École du meuble

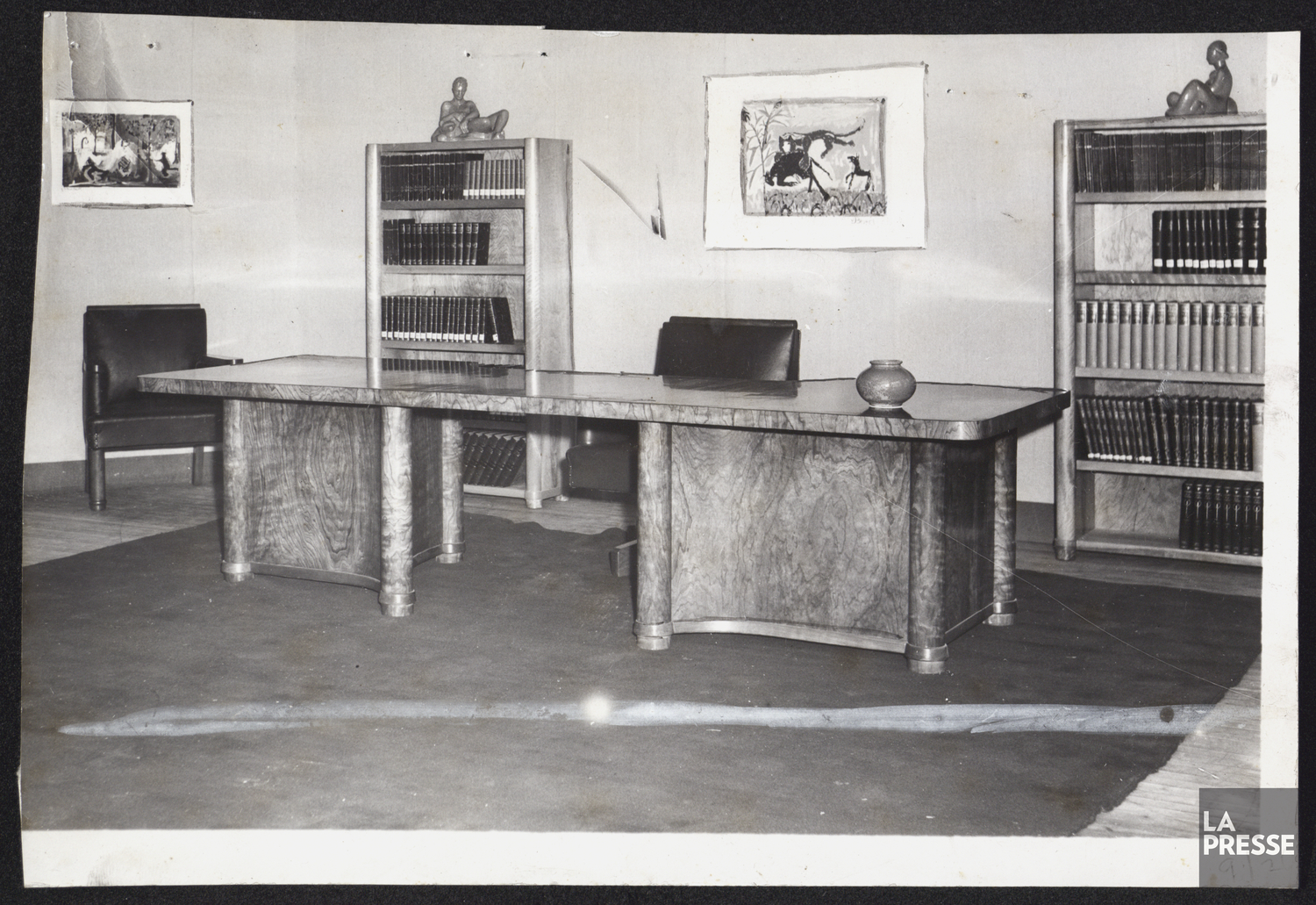
Réalisations d'élèves de l'École du meuble de Montréal par La Presse (1938-1948). BAnQ numérique. Domaine public

Avant de devenir peintre, sculpteur et scénographe, l'artiste canadien, membre des Automatistes, Jean-Paul Mousseau a été admis en septembre 1945 à l'École du meuble de Montréal, et y a reçu une formation en ébénisterie et décoration. Son professeur était Paul-Émile Borduas, qui lui a fait découvrir le monde de l'art contemporain. Au début de sa vie d'étudiant à l'École du meuble de Montréal, Mousseau s'est beaucoup intéressé à la décoration spatiale et à celle de la scène de théâtre. Finalement, cela l’a amené à concevoir des scènes simples en toile de jute.
En 1955, Jean-Paul Mousseau s'intéresse au théâtre d'avant-garde français. Lors d'une audition chez le réalisateur français Jacques Mauclair à laquelle il assiste avec son épouse Dyne Mousso, il a l'occasion de discuter d'une collaboration avec Jacques Mauclair lui-même. Non seulement sa femme obtient un rôle dans le spectacle, mais Mousseau devient directeur technique de la pièce L'Imbécile de Luigi Pirandello. Grâce à ses collaborations avec Mauclair, Mousseau découvre une nouvelle dramaturgie et la scénographie.
Puis Jean-Paul Mousseau commencera a créer de l'art plus global quand il découvre Andy Warhol. Il réalisera plusieurs projets environnementaux en utilisant cette fois-ci la lumière pour rendre ses créations spectaculaires.

### Salons des finissants, constitution d'un musée et expositions

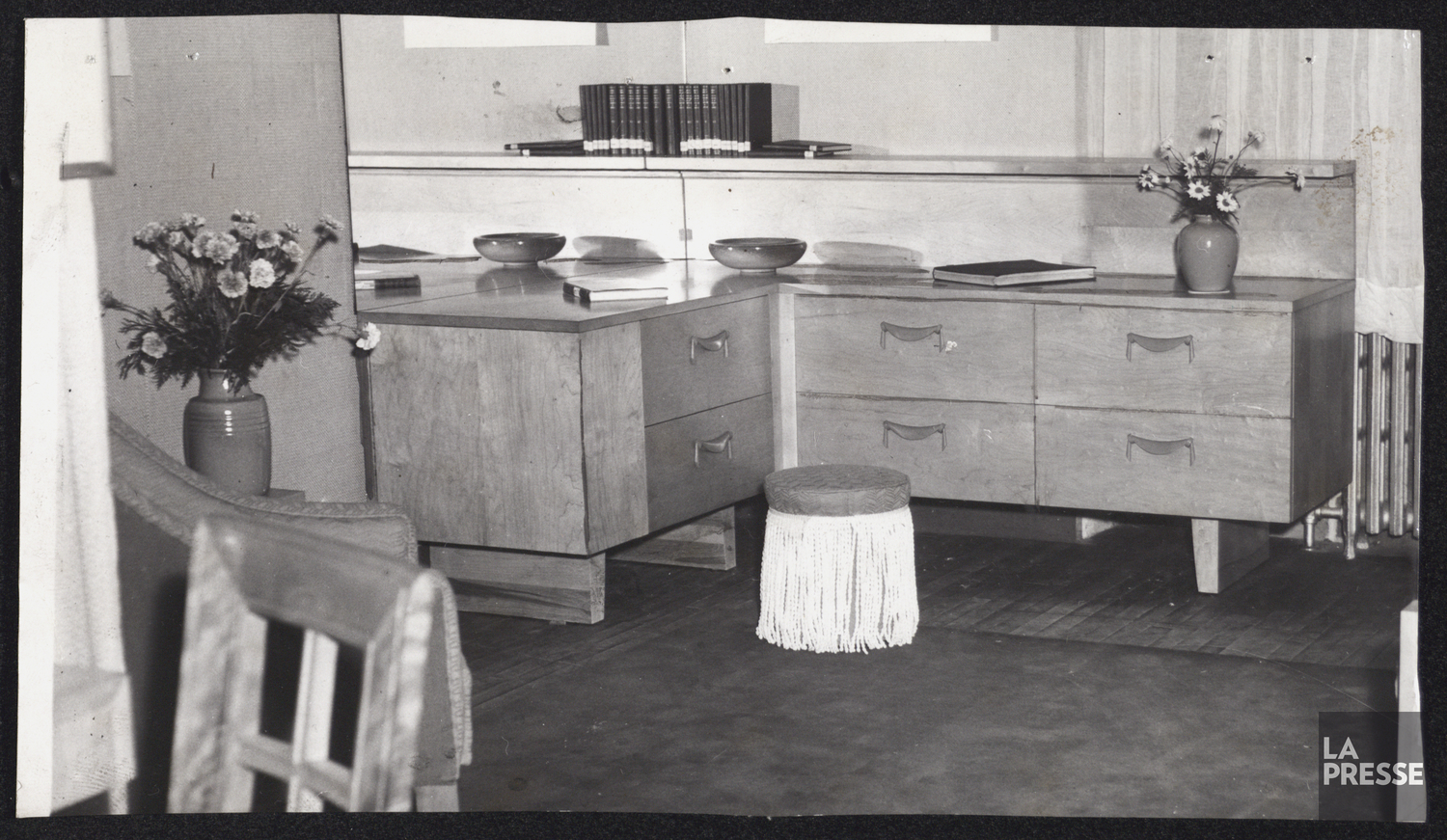
Réalisations d'élèves, École du meuble, Montréal par La Presse (1938-1948). BAnQ numérique. Domaine public

Dès 1936, l'École du meuble expose le travail de ses finissants. Le grand public est invité à venir admirer les meilleures pièces produites par les élèves durant l'année. À cette occasion, des prix sont remis aux meilleurs travaux. Les journaux de l'époque font état de ces expositions et en viennent même à en faire la critique au fil des années.
Jean-Marie Gauvreau commence dès 1937 l'acquisition de pièces exemplaires afin de constituer un fonds de modèles pouvant servir aux élèves de l'École. Ayant accumulé des pièces d'un peu partout au Québec et de la France, Gauvreau projette d'ouvrir un musée, qui est inauguré le 1er juin 1940 sous le nom de Musée des arts et métiers du terroir juste avant d'être anéanti par un incendie. Il reprend ensuite les acquisitions et ouvre finalement un musée dans l'École dont la collection, à la fermeture de l'École, sera déménagée au Château Dufresne (qui devient en 1979 le Musée des arts décoratifs) sous le nom de « collection Jean-Marie Gauvreau ». Une partie de cette collection est aujourd'hui conservée au Musée des maîtres et artisans du Québec.
Jean-Marie Gauvreau commence dès 1937 l'acquisition de pièces exemplaires afin de constituer un fonds de modèles pouvant servir aux élèves de l'École. Ayant accumulé des pièces d'un peu partout au Québec et de la France, Gauvreau projette d'ouvrir un musée, qui est inauguré le 1er juin 1940 sous le nom de Musée des arts et métiers du terroir juste avant d'être anéanti par un incendie. Il reprend ensuite les acquisitions et ouvre finalement un musée dans l'École dont la collection, à la fermeture de l'École, sera déménagée au Château Dufresne (qui devient en 1979 le Musée des arts décoratifs) sous le nom de « collection Jean-Marie Gauvreau ». Une partie de cette collection est aujourd'hui conservée au Musée des maîtres et artisans du Québec.
L'École présente aussi plusieurs expositions temporaires au fil des années. Par exemple, du 21 février au 5 mars 1938, on propose au public une exposition d'art paysan rassemblant une collection d'objets, de meubles et de tissus réunis l'été précédent par Marius Barbeau.

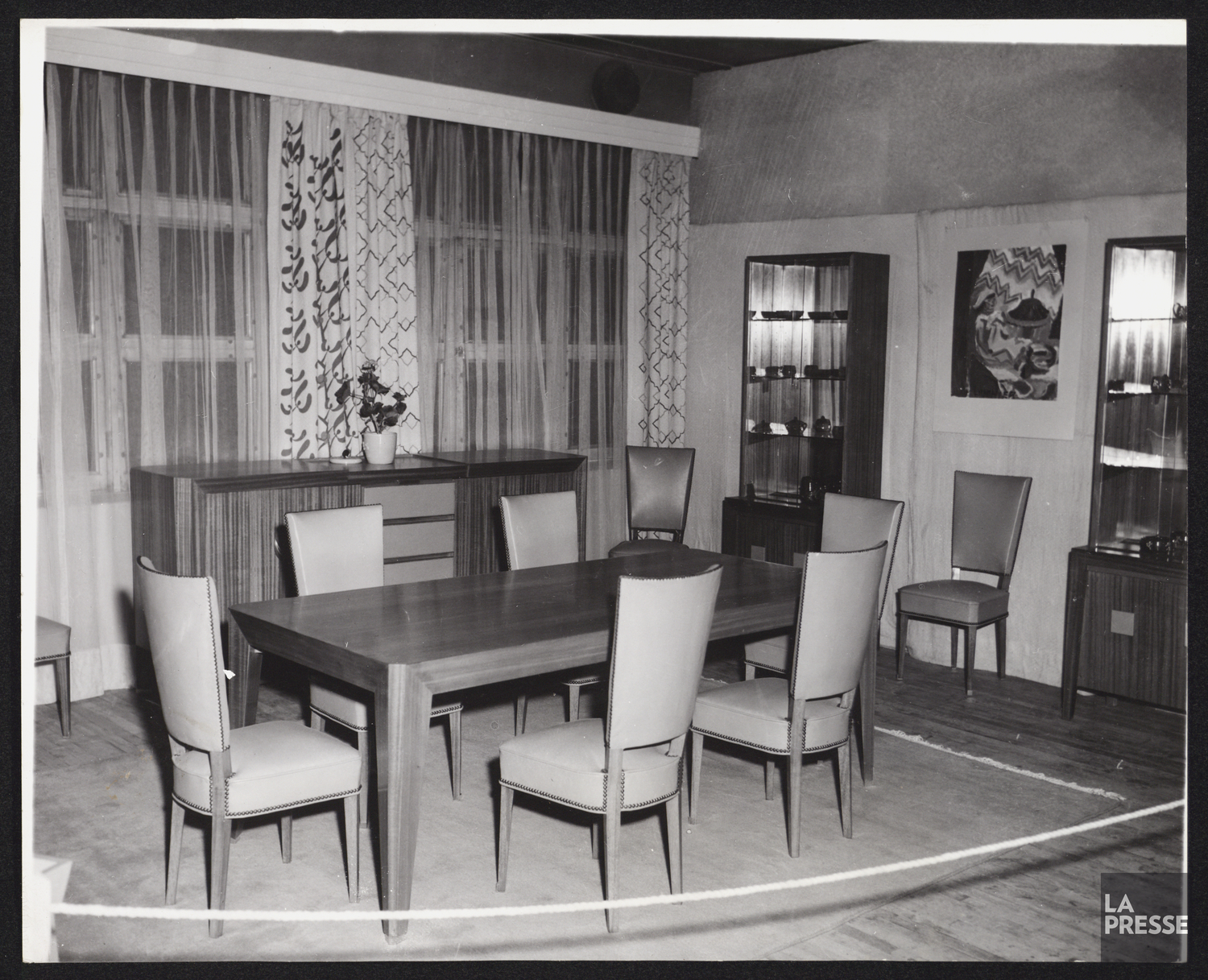
Salon annuel de l'École du meuble, travail sous la direction de Jean-Marie Gauvreau par La Presse (1938-1948). BAnQ numérique. Domaine public

### La formation après l'époque de l'École du meuble et de l'Institut des arts appliqués
En 1984, le gouvernement du Québec a convenu une entente avec le milieu des métiers d’art concernant la formation et les services spécialisés offerts aux artisans. Cette entente donna lieu au Plan national de formation en métiers d'art. Le Cégep du Vieux Montréal, chargé de mettre en œuvre ce plan pour l'ouest du Québec, a créé l'Institut des métiers d'art (IMA), un organisme chargé de maintenir des partenariats avec des écoles-ateliers afin de dispenser le programme de formation collégiale technique de métiers d’art avec ses huit voies de spécialisation (céramique, construction textile, impression textile, ébénisterie artisanale, joaillerie, lutherie-guitare, maroquinerie, verre).
En 2007, le programme de formation technique en ébénisterie artisanale est devenu officiellement une école-atelier indépendante, l'École d'ébénisterie d'art de Montréal (ÉÉAM)

## Pièces présentées au Musée des beaux-arts de Montréal

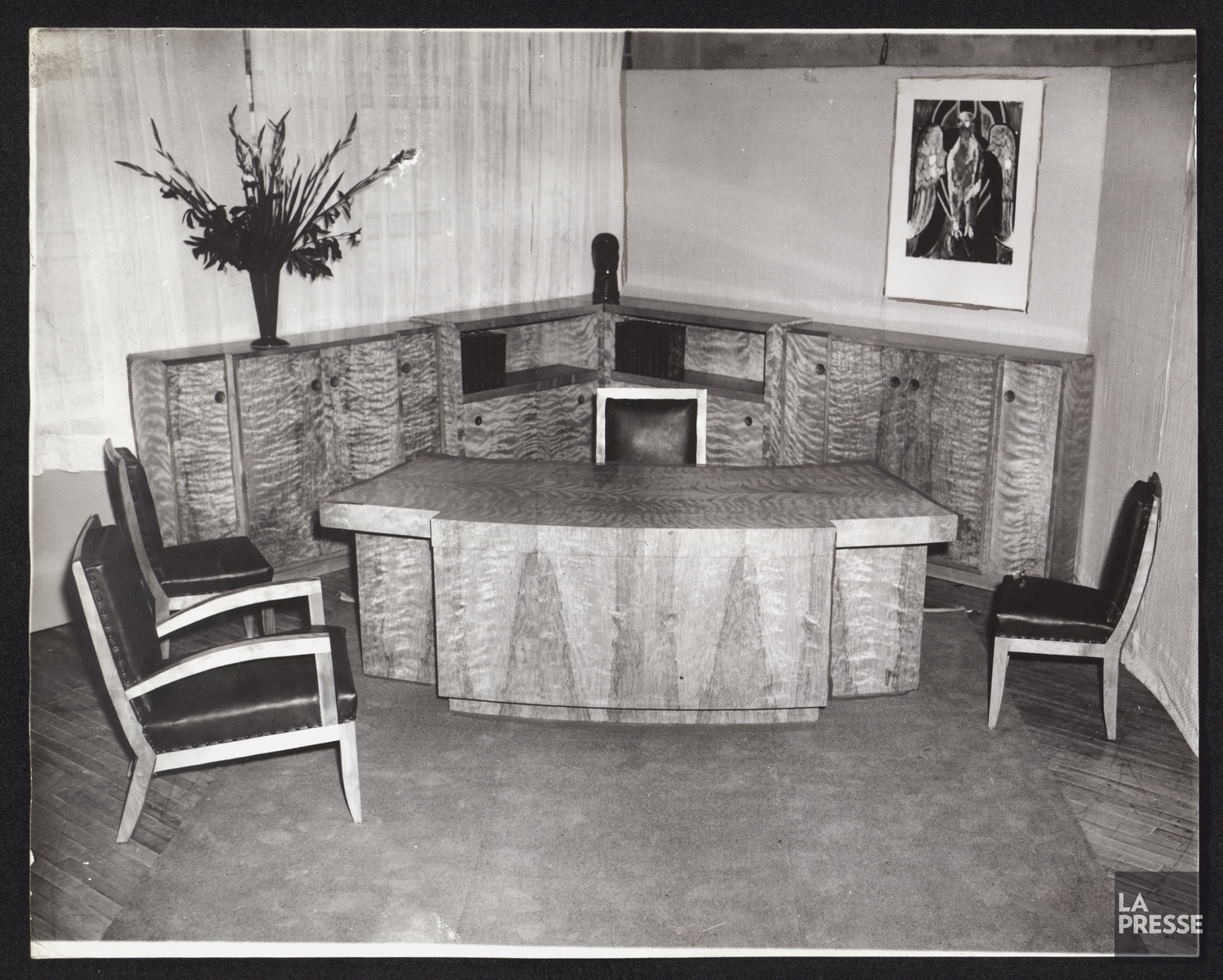
Inauguration du salon du meuble, 1944. Dessin de M. Henri Beaulac par La Presse (1938-1948). BAnQ numérique. Domaine public

L'École du meuble de Montréal se trouve parmi un des nombreux joyaux culturels pour la population Montréalaise. Le Musée des beaux-arts de Montréal comporte plusieurs mobiliers faits par les professeurs et les étudiants, cela depuis plus de vingt ans. Collectionner les pièces faites se trouve dans les priorités du musée. Le premier achat qui a été fait par le Musée des beaux-arts était le mobilier de la chambre du directeur et fondateur de l'École du meuble de Montréal : Jean-Marie Gauvreau. La pertinence du mobilier se trouve dans ses inspirations, Gauvreau l'avait créé à la suite de ses études en Frances entre les années 1926 à 1930. Le meuble est inspiré du mouvement de l'Art déco.
Plusieurs œuvres faites par les étudiants et les professeurs de l'École du meuble de Montréal se trouvent encore au Musée des beaux-arts. Une table de salon faite par Marcel Parizeau qui se distingue des autres grâce à ses formes organiques ou une table basse en palissandre faite par Henri Beaulac, composé de formes courbes irrégulières, sont des exemples de meubles que l'on peut trouver actuellement au Musée des beaux-arts. Il a aussi la présence de mobiliers créés par d'autres professeurs de l'École du meuble de Montréal comme André Jarry, Julien Hébert et Alphonse Saint-Jacques.

## Enseignants renommés
- Frédéric Back (dessin et couleur, 1948-1952)
- Jules Bazin (histoire de l'art)
- Henri Beaulac
- Paul-Émile Borduas (dessin à vue, décoration et documentation, 1937-1948)
- Jeanne Dansereau (arts textiles, 1949-1973)
- Maurice Félix (dessin, à partir de 1946)
- Maurice Gagnon (bibliothécaire, enseigne l'histoire de l’art, 1937-1947)
- Jean-Marie Gauvreau (directeur et professeur de technologie, de construction du meuble ainsi que d'histoire du meuble)
- Julien Hébert
- André Jarry (design de mobilier)
- Gérard Juneau (dessin géométrique et perspective)
- Jean-Paul Lemieux
- Gérard Morisset (histoire de l'art)
- Marcel Parizeau (architecture et composition du meuble)
- Jacques de Plasse-Le Caisne (tissage d'art, 1947-49)
- Elzéar Soucy (sculpture sur bois)
- Louis Archambault (céramique)
- Pierre Normandeau (céramique)

## Élèves renommés
- Marcel Barbeau (1942-1946)
- Géraldine Bourbeau (1949-1953) céramique
- Gérard Castonguay
- Roger Fauteux
- Luba Genush (1955-1956)
- Louis Jaque
- Gérard Lavallée
- Jean-Paul Mousseau (1945)
- Maurice Perron
- Jean Paul Riopelle (1941-1946)
- Guy Viau (1939-1944, et professeur de 1948 à 1953)
- Claude Jasmin (1948-1951) céramique
- Gilles Groulx
- Gaétan Beaudin
- Paul Legault
- Gilles Derome

## Sources primaires
Témoignage
Maurice Perron la décrit en ces termes: « J'étais allé à l'École du Meuble pour apprendre le métier d'ébéniste. J'étais tout à fait ignorant de ce qu'on enseignait à part l'ébénisterie. Je ne m'étais pas tellement renseigné sur le genre de cours qu'on recevait à l'École du Meuble. C'était en fait très diversifié. On y faisait du dessin industriel, du dessin libre avec Borduas, de la décoration, ce qu'on appelle aujourd'hui le design, avec Julien Hébert. On faisait de la décoration intérieure avec un professeur qui s'appelait Henri Beaulac, qui est mort il y a quelques années et qui a été assez bien connu. On avait un cours d'histoire de l'art avec Maurice Gagnon et un cours de sculpture sur bois avec Elzéar Soucy. On avait aussi, une fois par semaine, un cours d'anglais et un cours de comptabilité. C'était une espèce de salmigondis. On avait même un cours, je me souviens, de maître André Montpetit qui enseignait le droit. On y touchait des questions légales concernant les meubles, les immeubles et la construction. En somme, l'École du Meuble dispensait une variété de cours où on touchait à la matière de façon très superficielle. Cela découlait de la volonté du directeur Jean-Marie Gauvreau de faire de l'École une faculté de l'Université de Montréal. » 

Un répertoire datant de 1956 la décrit ainsi: 

« ÉCOLE DU MEUBLE

1097, rue Berri PL 5061

Affiliation : Gouvernement Provincial

Buts : Enseigner le dessin industriel dans la fabrication de meubles.

Membres : 575 étudiants - 402 jeunes gens - 173 jeunes filles.

Langue : Français

Ressources financières : Octrois du Gouvernement Provincial

Bourses : 22 bourses ont été données en 1953-1954.

Personnel : 45 professeurs - 3 professeurs à temps partiel.

Programme
- Cours du jour : 105 étudiants
- Cours du soir : 470 étudiants
- Apprentissage - cours de 3 ans.
- Diplôme - cours de 4 ans.
- Arts mineurs :
  - Céramique
  - Décoration d'intérieur
  - Sculpture du bois
  - Tissage
- Exposition annuelle des travaux d'étudiants - entrée libre. » [14]